# Youngův plán

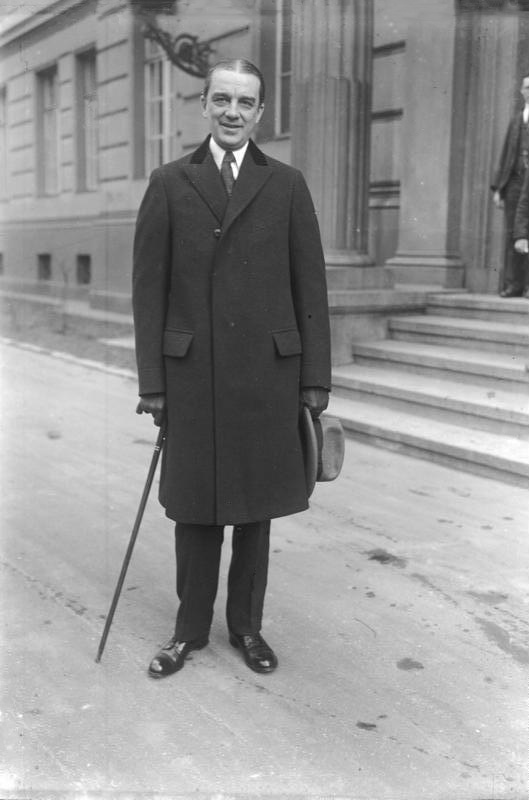
Owen D. Young v lednu 1924

Youngův plán, který byl předložen 7. června 1929 v Paříži, byl zamýšlen jako tzv. prodloužení Dawesova plánu z roku 1924, který měl Německu zajistit restrukturalizaci a zároveň zaplacení zbytku ročních válečných reparací a dluhů spojených s veřejným zadlužením, která vznikla v následku četných půjček.
Samotný plán byl představen výborem vedeným Owenem D. Youngem, americkým diplomatem, zakladatelem a bývalým prezidentem Radio Corporation of America, který v té době zároveň zasedal v administrativní radě Fondation Rockfeller a zároveň byl jedním z předních reprezentantů Dawesova plánu.

## Předcházející události
Po 1. světové válce mělo Německo (jakožto poražený stát) na základě Versailleské dohody platit válečné reparace. Tyto reparace měly pokrýt náklady okupačních vojsk udržovaných na území Spojenými státy a Velkou Británií a zároveň měly být částečnou kompenzací za škody spáchané na civilním obyvatelstvu Spojeneckých mocností během války.
Roku 1924 byl v Londýně přijat takzvaný Dawesův plán, který měl za úkol tyto reparace regulovat, vzhledem k tomu, že jejich stanovená výše absolutně přesahovala německou kapacitu. Tato úprava měla zajistit větší důvěru a stabilitu a 30. srpna ji podepsaly všechny mocnosti s výjimkou Spojených států (ty ji podepsaly až o rok později v dodatku Pařížské dohody).
7. června 1929 přišel výbor nezávislých finančních expertů (založený vládami Německa, Belgie, Francie, Velké Británie, Itálie a Japonska) s novým návrhem na splácení německých válečných reparací, které byly po 1. světové válce stanoveny Versailleskou dohodou.

## O plánu
Youngův plán byl programem upravujícím německé reparace z 1. světové války a nahrazující Dawesův plán, jelikož Německo nebylo opět schopné své původní závazky plnit.
Plán se neobešel bez různých úprav, nicméně byl následně přijat všemi mocnosti na konferenci v Haagu v lednu roku 1930.
Mimo jiné tento plán požadoval vytvoření Banky pro mezinárodní vypořádání (jakožto více komerční a méně politickou instituci než za dob Londýnského Dawesova plánu), aby byly reparační převody únosné. Mohla Německu například poskytovat krátkodobé financování v případě potřeby a nebo posuzovat případy možného odložení splátek. Byla posléze vytvořena na druhé Haagské Konferenci.
Podle plánu měly být německé závazky naplněny do roku 1988.

## Následné události a důsledky
V období mezi potvrzením a přijetím Youngova plánu přišel krach na newyorské burze, který naprosto znemožnil fungování Youngova plánu. Bankovní systém Spojených států byl nucen odeslané peníze přivolat zpět a zrušit úvěry, které Youngův plán umožňovaly.
Pád exportu a importu negativně ovlivnily zbytek světa. Do roku 1933 se rozpadly asi dvě třetiny světového obchodu. Spojenými státy byl zaveden nový celní zákon, jakožto protekcionistické a nacionalistické opatření, které mělo regulovat obchod se zahraničím a naopak podporovat a chránit americký vnitřní trh a práci.
V roce 1932 se německá nezaměstnanost vyšplhala až ke 40 %. Proto americký prezident Herbert Hoover přišel s návrhem o jednoroční zástavu splátek. Získal podporu od 15 národů, nicméně ani tento krok nijak významně nepomohl zpomalit ekonomický úpadek v Evropě.
Německo bylo zasaženo hlavní bankovní krizí a bylo jasné, že zatím není možné reparační splátky obnovit. Z toho důvodu byla roku 1932 svolána konference v Lausanne, která došla k dohodě, že není možné tlačit Německo k okamžitým splátkám, snížila jeho zadlužení o téměř 90 %. Bylo jasné, že bez souhlasu Spojených států takovýto koncept nemohl projít. Spojené státy tento souhlas nedaly a Německo se mělo vrátit k původnímu Youngovu plánu.
Nicméně tento plán zkolaboval a poté, co NSDAP v Německu upevnila svou moc, plán byl odmítnut a reparační splátky nebyly nikdy obnoveny. S Hitlerovým nástupem k moci bylo definitivně jasné, že plán již obnoven nebude. S ním také následovaly snahy o uzákonění tzv. „Freiheitsgesetz“ (Svobodného zákona), které mělo odmítnout jakoukoli zodpovědnost za válečné zločiny, splácení reparací jakožto urážku a okupaci německého území – tzn. všechny podmínky Versailleské dohody. Tento zákon nebyl přijat, ale kampaň kolem něj byla hlavním faktorem, který přivedl Adolfa Hitlera k moci.
I přesto, že Youngův plán silně reguloval válečné reparace, měl v Německu mnoho oponentů, mezi nimiž byli především Konzervativci a NSDAP.
V roce 1933 byla splacena pouze 1/8 celkové dlužné částky požadované Versailleskou dohodou a vzhledem k půjčkám, které Německu Spojené státy poskytly, výsledně Spojené státy paradoxně zaplatily „reparace“ Německu.
Po 2. světové válce se Mezinárodní konference usnesla, že zbytek dluhu Německo splatí až poté, co bude sjednoceno. Nicméně Německá spolková republika (západní Německo) splatila jeho základ již roku 1980 a po sjednocení se nová vláda dohodla na obnovení splátek. Dluh byl splacen roku 2010.